# Akhmim
Akhmim (alternativ stavning Akhmeem, arabiska Akhmīm, اخميم) är en egyptisk stad på Nilens östra strand. Akhmim kallades Ipu eller Khent-Menu av de gamla egyptierna, och Panopolis av grekerna. Staden var huvudort i länet Min. Idag ligger staden i guvernementet Sohag och folkmängden uppgår till cirka 130 000 invånare.
Staden fick sitt namn efter guden Min, grekernas Pan. Akhmim är känd för sin gamla egyptiska nekropol samt ett av Ay, Tutankhamons efterträdare, byggt tempel. Enligt Plutarchos var det här man först hörde talas om Osiris död. Den grekiske alkemisten Zosimos var född i Panopolis.